# Jackie: Die First Lady
Jackie: Die First Lady (Originaltitel: Jackie) ist ein Spielfilm von Pablo Larraín aus dem Jahr 2016. Die internationale Koproduktion basiert auf einem Originaldrehbuch von Noah Oppenheim und erzählt vom Leben der Präsidentengattin Jacqueline „Jackie“ Kennedy (dargestellt von Natalie Portman) in den Tagen nach dem tödlichen Attentat auf ihren Ehemann John F. Kennedy. Es handelt sich um das englischsprachige Spielfilmdebüt des gebürtigen Chilenen Larraín.
Jackie: Die First Lady wurde am 7. September 2016 im Wettbewerb der 73. Internationalen Filmfestspiele von Venedig uraufgeführt. Ein Kinostart in den USA erfolgte am 2. Dezember 2016. In Deutschland kam der Film am 26. Januar 2017 in die Kinos.

## Handlung
Hyannis Port, Ende November 1963: Nur eine Woche nach der Ermordung ihres Ehemanns John F. Kennedy trifft Jacqueline Kennedy, „Jackie“ genannt, am Sommersitz der Familie Kennedy mit einem Journalisten zusammen. Im Verlauf des Interviews erinnert sie sich an das Attentat in Dallas, ihre Rückkehr ins Weiße Haus, die Vorbereitungen zur Beerdigung ihres Ehemanns und die Begleitung seines Sargs auf den Nationalfriedhof Arlington. Eine zentrale Rolle nimmt außerdem die (nachinszenierte) Fernsehaufzeichnung ein, in der Jacqueline Kennedy als Präsidentengattin am 14. Februar 1962 das amerikanische TV-Publikum durch das Weiße Haus führt. Im Gespräch mit einem irischen Priester hadert Jackie gegen Ende des Films mit ihrem Schicksal und wirft moralische Fragen auf.

## Hintergrund
Den erzählerischen Rahmen des Films liefert ein berühmtes Interview, das Jacqueline Kennedy eine Woche nach der Ermordung ihres Ehemanns mit dem Reporter Theodore H. White von Life führte. Sie erwähnte darin, dass ihr Ehemann dazu geneigt habe, ihr vor dem Zubettgehen Musikaufnahmen vorzuspielen. Jacqueline Kennedy erinnerte sich insbesondere an eine Liedzeile aus dem Broadway-Musical Camelot: „Don’t let it be forgot, that once there was a spot, for one brief shining moment that was known as Camelot.“ (dt. „Lasse es nicht vergessen, dass es einmal einen Platz gab, für einen kurzen leuchtenden Moment, der als Camelot bekannt war.“). Bei der Überarbeitung seiner Interview-Notizen nutzte White diese Phrase als Schlüsselsatz und ließ diesen in seinem am 6. Dezember 1963 in Life veröffentlichten, eine Seite umfassenden Artikel viermal auftauchen. Von da an war die Kennedy-Regierung unter dem Namen „Camelot“ bekannt.
Der Film wurde bereits im April 2010 angekündigt, war aber noch auf der Suche nach einem produzierenden Filmstudio. Zum damaligen Zeitpunkt sollte die britische Schauspielerin Rachel Weisz die Titelrolle übernehmen, während ihr Lebensgefährte, der US-Amerikaner Darren Aronofsky, für die Regie vorgesehen war. Es wäre bis dahin die zweite Zusammenarbeit des Paares nach The Fountain (2006) gewesen. Weisz konkurrierte dabei mit der US-Amerikanerin Katie Holmes, die den Zuschlag für die Rolle der Jackie in dem Fernsehprojekt Die Kennedys (2011) erhalten hatte. Im November 2010 trennten sich Weisz und Aronofsky privat und zogen sich aus dem Projekt zurück. Ende September 2012 wurde Natalie Portman mit dem Filmprojekt in Verbindung gebracht. Während des 68. Filmfestivals von Cannes im Mai 2015 wurde die Mitwirkung von Portman bestätigt, während der Chilene Pablo Larraín als Regisseur seines ersten englischsprachigen Spielfilms präsentiert wurde. Darren Aronofsky entschloss sich, nur noch als Produzent an dem Film mitzuwirken.

## Rezeption
Bei der Premiere in Venedig honorierte das Kinopublikum Jackie mit Bravo-Rufen und Ovationen. Auf der Website Rotten Tomatoes hält der Film derzeit (Stand: Januar 2018) eine Bewertung von 89 Prozent, basierend auf über 300 englischsprachigen Kritiken und einer Durchschnittswertung von 8/10. Das Fazit der Seite lautet: „Jackie bietet einen verführerischen Blick in die private Welt einer geliebten amerikanischen Persönlichkeit des öffentlichen Lebens – und eine fesselnde Schauspielleistung von Natalie Portman noch dazu.“ Auf Metacritic erhielt der Film eine Bewertung von 81 Prozent, basierend auf 52 Kritiken.
Deutschsprachige Kritiker zeigten sich nach der Premiere in Venedig zwiegespalten über den Film. Dominik Kamalzadeh (Der Standard) fasste Jackie als einen Film zusammen, „der von einer Frau erzählt, die ihre Rolle als First Lady bis zur letzten Vorstellung gewissenhaft spielt und dem Chaos dahinter“. Er wies auf die „ungewöhnliche Form“ aus „Ellipsen und Sprünge(n)“ hin und bewertete Natalie Portmans Darstellung als beeindruckend. Andreas Kilb (Frankfurter Allgemeine Zeitung) befand, dass Portman der echten Jackie Kennedy „gespenstisch ähnlich“ sähe. Der Film bilde die historische Wahrheit „mit Leichtigkeit“ ab, dennoch zeige der Film „den Moment nicht“, in dem Jackie Kennedy entscheidet, sich „als berühmteste Witwe ihrer Zeit“ neu zu erfinden. Die Erklärungen des Films („Eitelkeit, Trauer, Todessehnsucht, Trotz“) überzeugen laut Kilb nicht. Hanns-Georg Rodek (Die Welt) bezeichnete Pablo Larraín als schönste „Hoffnung des südamerikanischen Kinos“, Jackie sei aber „letztlich lediglich ein neues Puzzlestück in der unendlichen Kennedy-Hagiografie“. „Larrain tut alles, dem Boulevard-Klischee eine Persönlichkeit entgegen zu setzen, aber dafür bleibt er zu konventionell, läuft Natalie Portman zu steif durch die leeren Räume des Weißen Hauses, wirkt ihre Umgebung zu papiern“, so Rodek. Portmans Darstellung wurde ebenfalls von Aliki Nassoufis (dpa) kritisiert: Man sähe, „[…] dass sie schauspielert. Ihre Gesten wirken aufgesetzt, der Akzent gewollt.“ Larraín arbeite dagegen „nuancierter“, er zeige die Präsidentenwitwe als „[…] eine berechnende Frau, die ihren Willen durchsetzen will und Angst hat, bedeutungslos zu werden“.
Bis zum 22. Januar 2017 hat der Film an den Kinokassen in den USA und Kanada geschätzte Brutto-Einnahmen von 11,2 Mio. US-Dollar erwirtschaftet. Insgesamt sahen 135.904 Personen in Deutschland den Film im Kino.

## Auszeichnungen
Jackie: Die First Lady gewann bis Januar 2017 30 Filmpreise und wurde für mehr als 100 weitere nominiert. Eine Auswahl der bislang gewonnenen Auszeichnungen:
- Internationale Filmfestspiele von Venedig 2016: Bestes Drehbuch im Wettbewerb um den Goldenen Löwen sowie Goldene Osella für das Beste Drehbuch (jeweils Noah Oppenheim)
- Toronto International Film Festival 2016: Platform Prize (Pablo Larraín)
- Hollywood Film Awards 2016: Beste Hauptdarstellerin (Natalie Portman)
- Washington D.C. Area Film Critics Association Awards 2016: Beste Hauptdarstellerin (Portman)
- Boston Online Film Critics Association Awards 2016: Beste Filmmusik
- Boston Society of Film Critics Awards 2016: Beste Filmmusik
- Critics’ Choice Movie Awards 2016: Beste Hauptdarstellerin (Portman), Beste Kostüme (Madeline Fontaine), Bestes Make-up und beste Frisuren
- San Francisco Film Critics Circle Awards 2016: Beste Filmmusik
- Dallas-Fort Worth Film Critics Association Awards 2016: Beste Hauptdarstellerin (Portman)
- Palm Springs International Film Festival 2017: Desert Palm Achievement Award (Portman)
- Golden Globe Awards 2017: Nominierung in der Kategorie Beste Hauptdarstellerin – Drama (Portman)
- British Academy Film Awards 2017: Nominierungen in den Kategorien Beste Hauptdarstellerin (Portman), Beste Filmmusik und Bestes Kostümdesign (Fontaine)
- Oscarverleihung 2017: Nominierungen in den Kategorien Beste Hauptdarstellerin (Portman), Beste Filmmusik und Bestes Kostümdesign (Fontaine)